# Katenuaka
Ka'te'nu'a'ka (Katenuaka; ="People of the submerged pine tree"), jedno od tri plemena konfederacije Tuscarora iz Sjeverne Karoline. Kofederaciju su činili s plemenma Akawenchaka i Skaru'ren ili Tuscarorama. Označavaju se i imenom Kau Ta Noah u istom značenju